# حمادي حميدوش
حمادي حميدوش (8 سبتمبر 1942-) لاعب ومدرب كرة قدم مغربي يعتبر من رموز الكرة المغربية حيث يعتبر من أوائل المحترفين المغاربة بفرنسا كما له تجربة مميزة في مجال التدريب أبرزها قيادة المنتخب المغربي رفقة المدرب محمد جبران لاحتلال المرتبة الثالثة في كأس أمم إفريقيا 1980.

## حميدوش موهبة سارت بخطوات ثابتة
هو ابن منطقة تداس بضواحي مدينة الخميسات، كانت بداياته مع كرة القدم في فرق الأحياء ولعب لفريق الاتحاد الزموري للخميسات، الحظ لعب دوره، لينتقل حميدوش لفرنسا في زيارة عائلية، هذه الأخيرة مكنته من التعرف على المحيط الكروي هناك، ليتلقى أول عرض من أحد أندية الهواة (فيندوم)، ليخوض أول مباراة مع المجموعة لكن تسجيله لخمسة أهداف وتألقه، جعل حميدوش يصبح تحت مجهر أندية عديدة، أبرزها «ريدستار» الذي يمارس في دوري المحترفين الفرنسي ليوقع حمادي حميدوش أول عقد احترافي له ويجاور مواطنه اللاعب العربي شيشا، ليبدأ مشوار لاعب من طينة الكبار، وتحبك أولى خيوط قصة بطل بموهبة استثنائية، ومن بين أحسن إنجازاته التي تعتبر تاريخية تسجيله لسبعة أهداف في مقابلة واحدة.
حمادي حميدوش قضى لمدة ثلاثة مواسم مع فريق «ريد ستار» ثم بعد ذلك عاد للمغرب، ليوقع مع فريق النادي المكناسي الذي حقق معه بطولة القسم الثاني بالإضافة إلى لقب كأس العرش لموسم 1966، وقد قضى تقريبا مدة 13 عاما بألوان الكوديم كلاعب وكمدرب طبعا، كما حمل ألوان فريق الجيش الملكي، حيث فاز معه بلقب بطولة المغرب لموسمين متتاليين 1968 و1969 .
حميدوش تألق رفقة المنتخب الوطني الأولمبي، وكان من بين اللاعبين الذين استأثروا باهتمام متتبعي الشأن الكروي، بعدها دافع عن ألوان الأسود (المنتخب الأول)، والذي لعب فيه من 1961 إلى غاية 1970 مع العلم أنه كانت قد تمت المناداة علية للعب مع المنتخب الفرنسي للشبان لكنه رفض.
وفي أول ظهور له رفقة المنتخب الوطني سجل حمادي حميدوش هدفين، وقد كان من بين المشاركين رفقة المنتخب الوطني ضد نظيره الإسباني خلال إقصائيات كأس العالم 1962.
حميدوش اختار الالتحاق بعالم التدريب، وبدأ كمساعد مدرب بفريق النادي المكناسي عام 1974 ثم أصبح مدرب أول سنة 1976 واستمر في هذا المنصب إلى غاية عام 1988، وكان قد تحصل على مدرب من الدرجة الأولى عام 1973 بالرباط، كما خاض اختبارات في مجال التدريب وحصل على عدة شهادات ودبلومات، كما أشرف حميدوش على تدريب العديد من الأندية الوطنية والعربية، بالإضافة إلى أنه قاد المنتخب الوطني للفتيان.

## المسيرة كلاعب
- مع الأندية
- 1959 - 1964 ستاد ريد الفرنسي
- 1964 - 1966 النادي المكناسي
- 1966 - 1970 الجيش الملكي
- 1970 - 1974 النادي المكناسي
- مع المنتخب

لعب للمنتخب المغربي منذ 1961 إلى غاية 1970

## روابط خارجية
- حمادي حميدوش على موقع قاعدة بيانات كرة القدم.إي يو (الإنجليزية)